# Saimaagracht (schip, 2005)
De Saimaagracht is een Nederlands vrachtschip. Het is het tweede schip van een serie van drie, gebouwd door de Poolse scheepswerf Stocznia Szczecińska Nowa in Szczecin. De andere schepen van deze serie werden op dezelfde werf gebouwd, de Suomigracht, op 26 november 2004 opgeleverd en de Sampogracht, opgeleverd 28 juli 2005.
Het schip is in principe geschikt voor alle soorten vracht. Het vaart onder Fins/Zweedse ijsklasse 1A, dat wil zeggen dat het geschikt is om zonder ijsbreker door ijsvelden te varen. Door de eigen kranen aan boord kan het onder andere onderdelen vervoeren naar bestemmingen zonder voldoende loscapaciteit, bijvoorbeeld de wieken van windturbines die op zee worden geplaatst.
Het schip heeft laadruimen die niet alleen met hydraulisch bediende vouwluiken, (de bovenste luiken), worden afgesloten, maar daaronder ligt nog een tweede dek met luiken als pontons, die door de scheepskranen kunnen worden gelicht. Daarmee kunnen drie tussendekken worden gecreëerd of, als ze verticaal worden geplaatst, afscheidingen vormen tegen het verschuiven van bulklading als graan of andere ladingen.
De in het oog springende constructies aan stuurboord dienen om via de zijkant van het schip de ruimen te kunnen laden. Ze hebben deuren die naar buiten kunnen zwenken om bescherming tegen de regen te kunnen bieden, waarmee wordt bereikt dat onder alle weersomstandigheden kan worden gewerkt.

## Leeg jacht gevonden
Op 7 april 2014, onderweg van Savannah naar Agadir, ontmoette het de Pokerface, een zeiljacht van 11 meter, een 'Gibert Marine Flush Poker', dat leeg op zo'n 2000 kilometer van de Marokkaanse kust in de Atlantische Oceaan dobberde. Het was eigendom van de Nederlandse solo-zeiler Sietse Hagen, die 15 januari 2014 van Tenerife was vertrokken met bestemming Barbados en waarvan sinds die tijd niets meer was vernomen.
De bemanning van het vrachtschip heeft geprobeerd in contact te komen met de schipper, maar omdat het mislukte en het schip er verramponeerd uitzag besloot men aan boord te gaan. Daar werd niemand aangetroffen, de laatste aantekening in het het logboek dateerde van 23 januari, 8 dagen na het vertrek. Er werd tevergeefs geprobeerd het jacht op sleeptouw te nemen. Daarop besliste de gezagvoerder in verband met de veiligheid van de scheepvaart het schip tot zinken te brengen, maar werden eerst de waardevolle spullen en persoonlijke documenten veilig gesteld. De zeiler werd internationaal als zijnde vermist opgegeven.